# Haemopis terrestris
Haemopis terrestris är en ringmaskart som först beskrevs av Forbes 1890.  Haemopis terrestris ingår i släktet Haemopis och familjen Haemopidae. Inga underarter finns listade i Catalogue of Life.